# Sant Antoni de Portmany
Sant Antoni de Portmany è un comune spagnolo di 21 852 abitanti situato nella comunità autonoma delle Baleari, situato sull'isola di Ibiza.

## Luoghi d'interesse

### L'uovo di Colombo

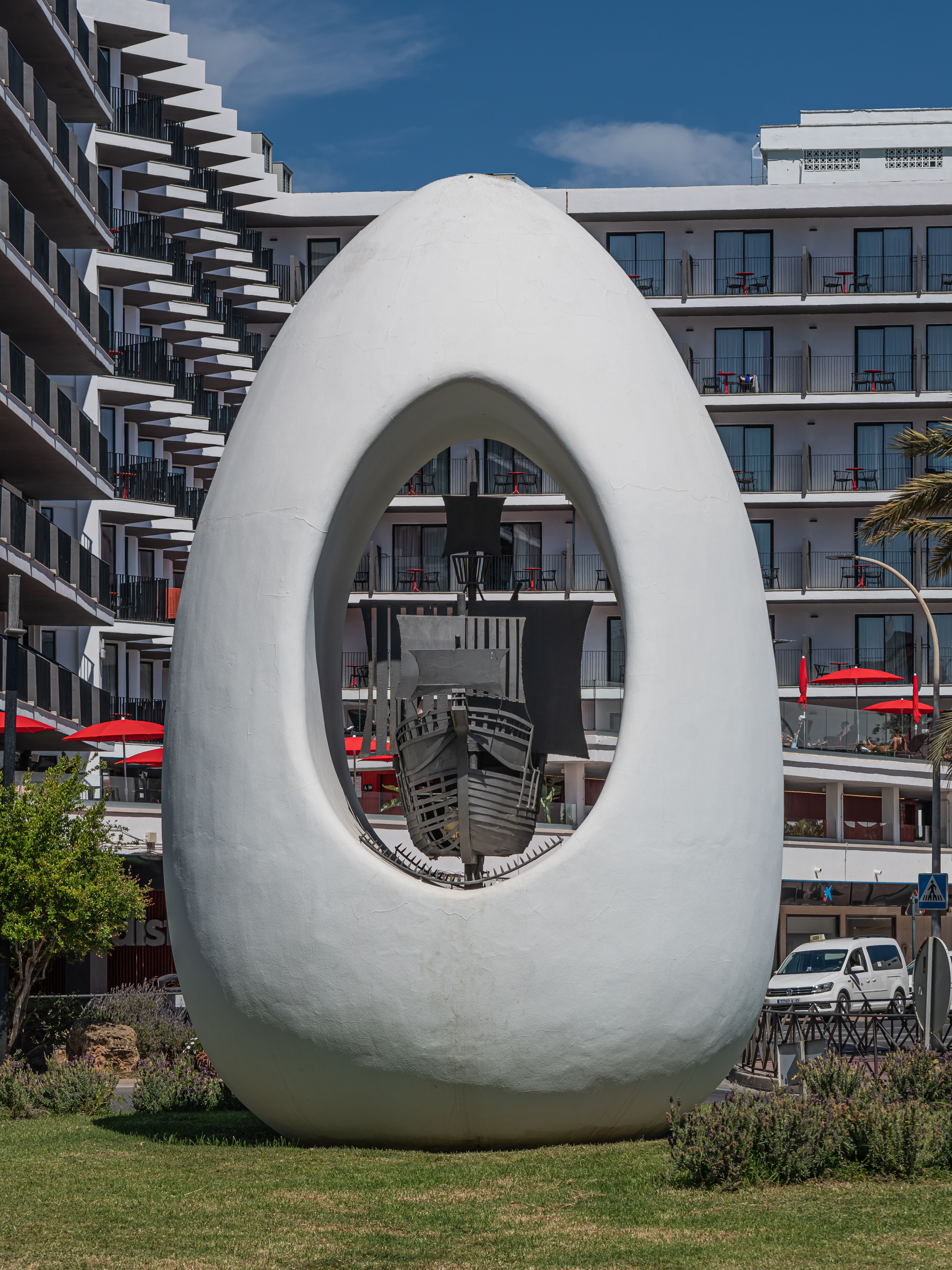
L'uovo di Colombo a Sant Antoni, Spagna.

Sul lungomare di Sant Antoni de Portmany, all'interno della rotatoria principale della città, c'è una statua a forma d'uovo con un buco al centro nel quale è collocato un modello in miniatura della Santa María.
La statua fu eretta nel 1990 in onore dello scopritore dell'America, che secondo una leggenda locale sarebbe nato sull'isola d'Ibiza, proprio nella città di San Antonio .
Da allora, l'uovo è diventato il simbolo più importante del paese.